# Dracula II : Ascension
Série Dracula
Dracula 2001
(2000) Dracula III : Legacy
(2005)
Pour plus de détails, voir Fiche technique et Distribution.
Dracula II : Ascension (Dracula II: Ascension) est un film d'épouvante-horreur américano-roumain réalisé par Patrick Lussier, sorti directement en vidéo en 2003.

## Synopsis
L'histoire suit un groupe de jeunes étudiants en médecine qui découvre le corps apparemment mort de Dracula. Intrigués par les perspectives de richesse et de gloire, ils décident de cacher le corps et de mener des expériences pour comprendre les secrets de son immortalité.À mesure qu’ils poursuivent leurs recherches, Dracula reprend vie, devenant une menace mortelle pour eux. Le groupe se retrouve alors traqué par le puissant vampire, tandis que le chasseur de vampires, le père Uffizi, se lance à leur poursuite pour éliminer définitivement Dracula. Le film combine horreur gothique et thriller moderne, tout en explorant la nature de l'immortalité et du mal.

## Fiche technique
Sauf indication contraire, les informations mentionnées dans cette section peuvent être confirmées par la base de données cinématographiques IMDb,  présente dans la section « Liens externes ».
- Titre original : Dracula II: Ascension
- Titre français : Dracula II : Ascension
- Réalisation : Patrick Lussier
- Scénario : Joel Soisson et Patrick Lussier
- Musique : Marco Beltrami et Kevin Kliesch
- Direction artistique : Serban Porupca
- Costumes : Oana Paunescu
- Photographie : Douglas Milsome
- Son : Dragos Stanomir, Todd Beckett
- Montage : Lisa Mozden
- Production : Joel Soisson et W.K. Border

Coproduction : Ron Schmidt
Production déléguée : Nick Phillips
- Sociétés de production[1] : Castel Film Romania et Neo Art & Logic
- Sociétés de distribution[1] :
  - États-Unis (sortie VHS) : Buena Vista Home Video, Dimension Home Video, Walt Disney Home Video
  - États-Unis (sortie DVD) : Dimension Home Video, Echo Bridge Home Entertainment
  - France (sortie vidéo) : Universal StudioCanal Vidéo[2]
- Budget : 3,2 millions de $ (estimation)[3]
- Pays d'origine :  États-Unis,  Roumanie
- Langue originale : anglais
- Format[4] : couleur - 35 mm - 2,35:1 (Cinémascope)
- Genre : épouvante-horreur
- Durée : 85 minutes
- Dates de sortie[5] :
  - États-Unis : 7 juin 2003 (sortie directement en vidéo)
  - France : 29 janvier 2004 (Festival international du film fantastique de Gérardmer)
  - France : 7 septembre 2004 (sortie en DVD)[6] ; 23 septembre 2004 (sortie en DVD)[7] ; 23 octobre 2012 (sortie en Blu-ray)[7]
- Classification[8] :
  -  États-Unis : Interdit aux moins de 17 ans (R – Restricted)
  -  France : Tous publics avec avertissement[9]

## Distribution
- Jason Scott Lee (VF : Jean-Pierre Michael) : Le père Uffizi
- Jason London (VF : Tanguy Goasdoué) : Luke
- Khary Payton (VF : Frantz Confiac) : Kenny
- Craig Sheffer (VF : Jérôme Keen) : Lowell
- Diane Neal (VF : Juliette Degenne) : Elizabeth Blaine
- Brande Roderick : Tanya
- Tom Kane : La voix du docteur dans le dessin animé
- John Light (VF : Lionel Tua) : Eric
- Stephen Billington (VF : Serge Faliu) : Dracula / Judas Iscariote
- Nick Phillips : L'officier Smith
- John Sharian : L'officier Hodge
- Roy Scheider (VF : Marcel Guido): Cardinal Siqueros
- David J. Francis : Jésus

## Distinctions
Sauf indication contraire, les informations mentionnées dans cette section peuvent être confirmées par la base de données cinématographiques IMDb,  présente dans la section « Liens externes ».

### Nominations
- Prix Exclusivité DVD 2003 (DVD Exclusive Awards) :
  - Meilleur acteur dans un premier film DVD pour Jason Scott Lee,
  - Meilleure photographie dans un film en première DVD pour Douglas Milsome,
  - Meilleurs effets visuels dans un film DVD Premiere pour Jamison Goei.